# 古文化街
39°08′29″N 117°11′12″E / 39.14152°N 117.18665°E
古文化街是中华人民共和国天津市南开区的一条由仿中国清代民间小式店铺组成的商业步行街。原为以天津天后宫为中心的“宫南大街”和“宫北大街”，是天津最早的文化、宗教和商贸聚集之地。目前，古文化街北起通北路，南至水阁大街，全长687米，宽5米。2011年，天津市规划局将这里纳入历史文化街区规划，定名古文化街历史文化街区。

## 历史

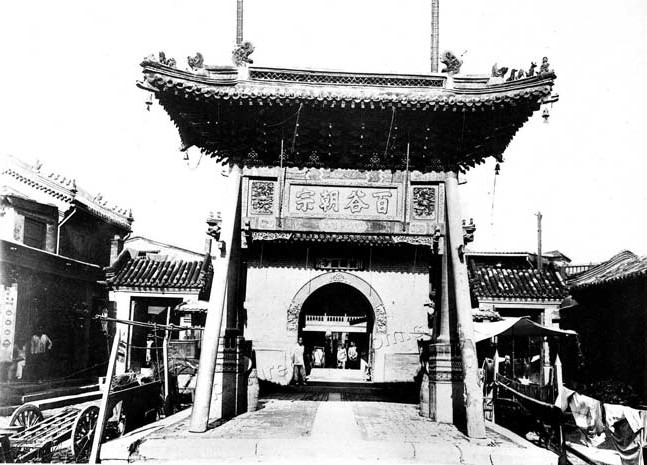
原天津天后宫牌坊

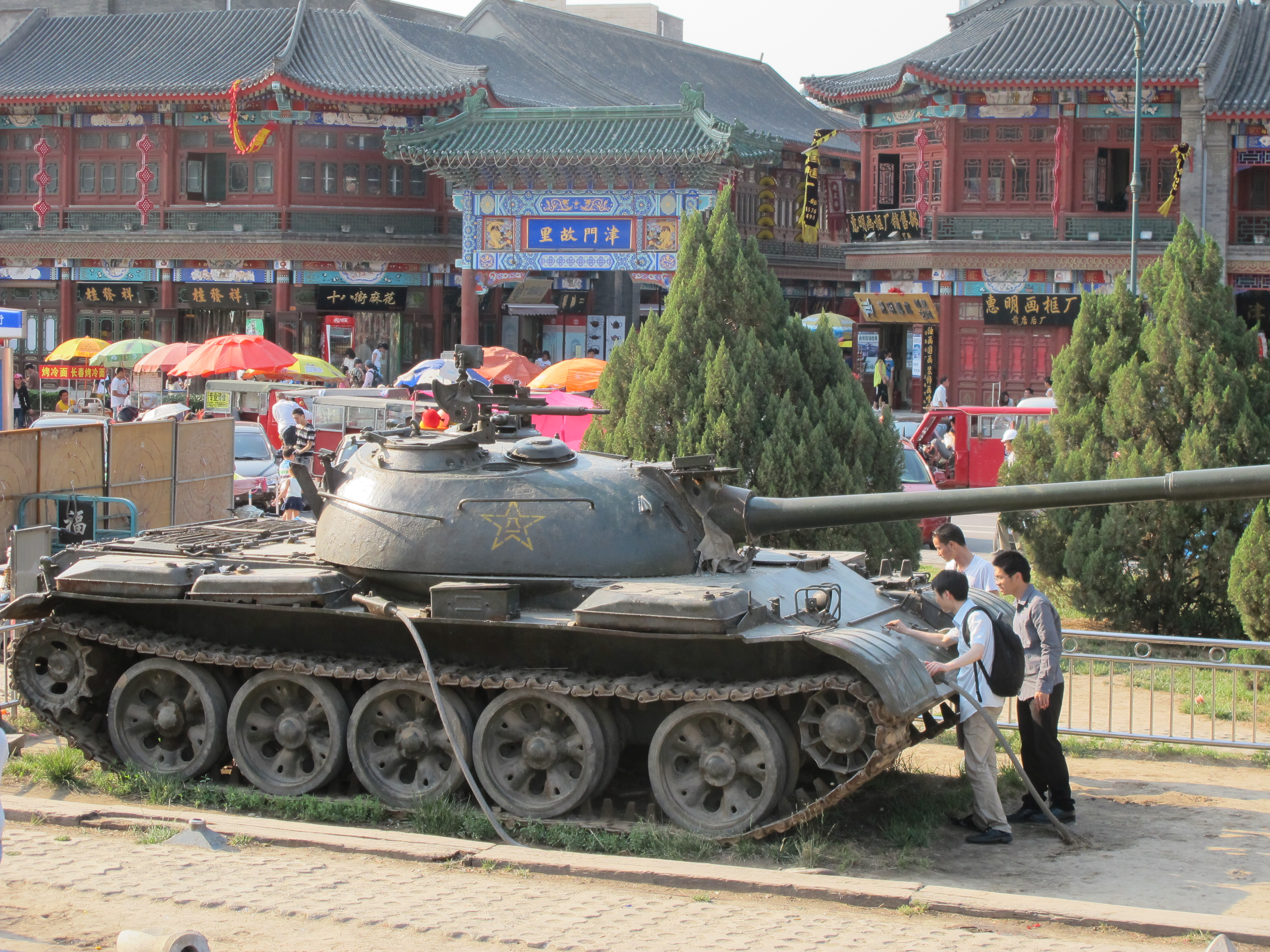
津門故里的69式坦克

在漕运时代，天津老城城东门外、海河三岔河口西岸的宫南大街和宫北大街是繁盛的银号集中区，也是当时祭祀海神和船工聚会的娱乐之场所。在1900年八国联军入侵和1912年壬子兵变期间，宫南大街和宫北大街两度遭受洗劫，商业迁往天津租界，宫南大街和宫北大街从此衰落并逐步演变为普通民宅。
1986年元旦，天津市人民政府对宫南大街和宫北大街进行改造翻新，新建百余栋仿清民间小楼，成为今天“津门十景”之一的古文化街。此后，这里逐渐成为天津比较大型的集市贸易和年货市场。其中，著名的天津皇会（娘娘诞辰吉日）也于每年春节期间在古文化街举行，成为天津春节习俗的一道风景。目前，天津古文化街街道两边设有百余家店铺，主要经营包括：古旧书籍、民俗用品、民族乐器、传统手工艺品等古董和文化用品。其中，较为著名的有杨柳青年画、泥人张、风筝魏、四宝堂、春在堂、萃文斋和刻砖刘等专卖店铺。
2002年年底，作为天津市海河综合开发改造工程的六大节点之一，天津市房产总公司投资人民币20亿元在原古文化街基础上又新建一个古文化街海河楼商贸区，新的古文化街海河楼商贸区东起张自忠路，西至东马路，南起水阁大街，北至通北路，总建筑面积为22万建筑平方米。此外，该商贸区还包括亲水平台和水阁客栈等综合商业项目。另外，古文化街的东北侧新建有文化小城、古文化街的西侧新建有古玩城、美博城等商业设施。
2007年5月8日，天津古文化街旅游区经国家旅游局正式批准为国家5A级旅游景区。
2024年春节前夕，中共中央总书记习近平来到天津古文化街看望慰问基层干部群众。

## 现况与发展

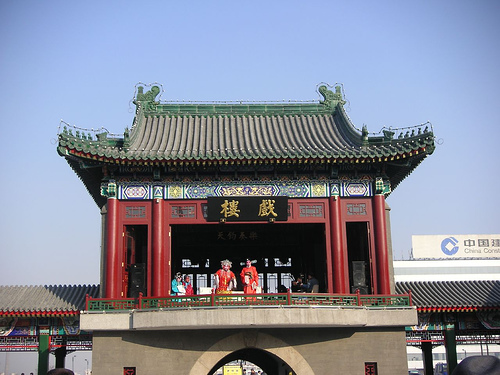
戲樓

古文化街目前全长580米，宽5米。沿途建有天津天后宫、通庆里、玉皇阁等建筑。目前，古文化街地区为天津市重要的商业街之一。

## 沿街著名建筑
古文化街现在比较著名的建筑有：

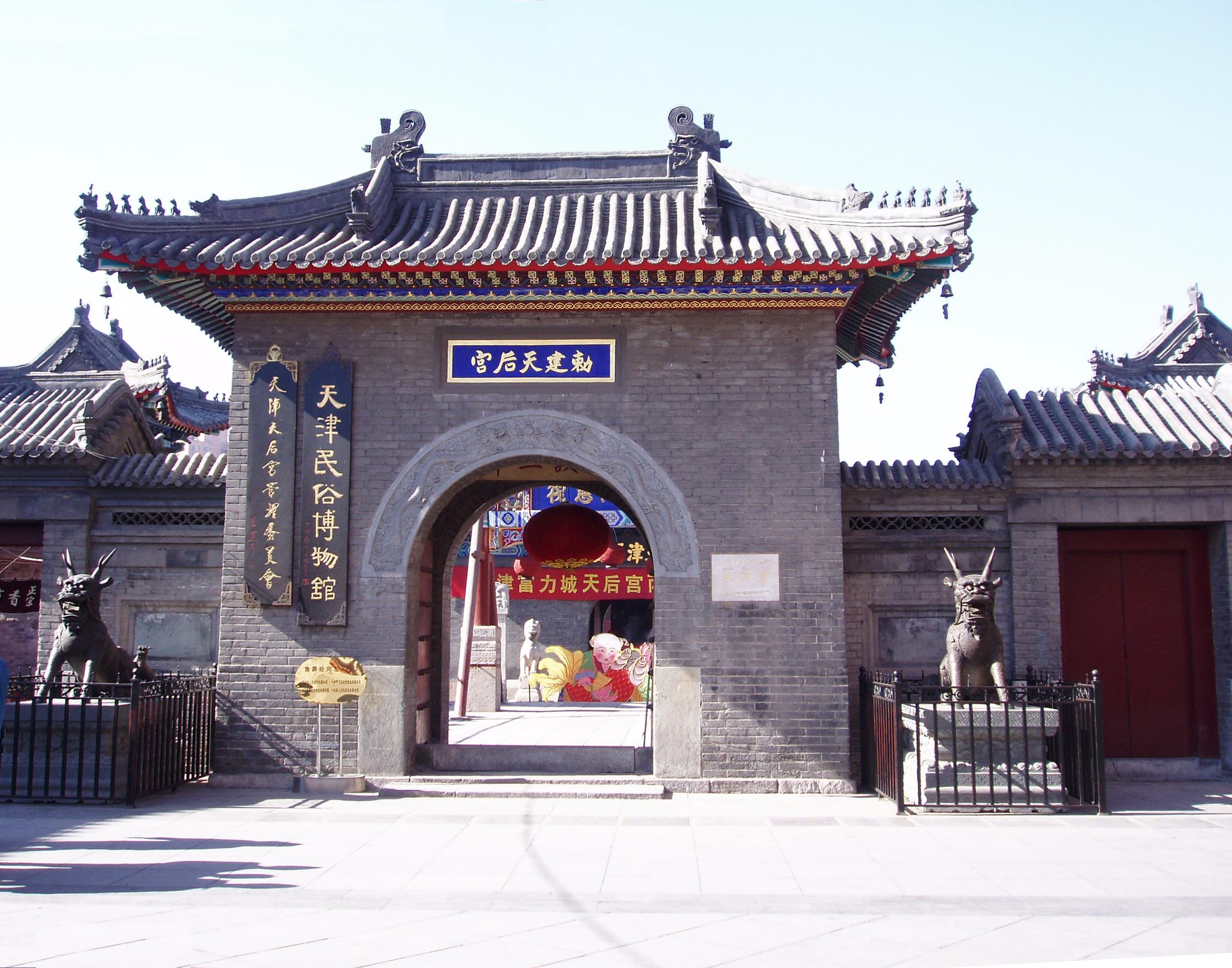
天津天后宫

- 天津市文物保护单位：天津天后宫，古文化街80号。
- 天津市历史风貌建筑：通庆里，古文化街通庆里。

古文化街周边比较著名的建筑有：
- 官银号，东马路15号。
- 天津市文物保护单位：天津文庙，东门里大街1号
- 天津市文物保护单位：金汤桥。
- 天津市文物保护单位：玉皇阁，东门外玉皇阁大街12号。
- 天津市历史风貌建筑：原基督教青年会，东马路94号。[5]

## 图集

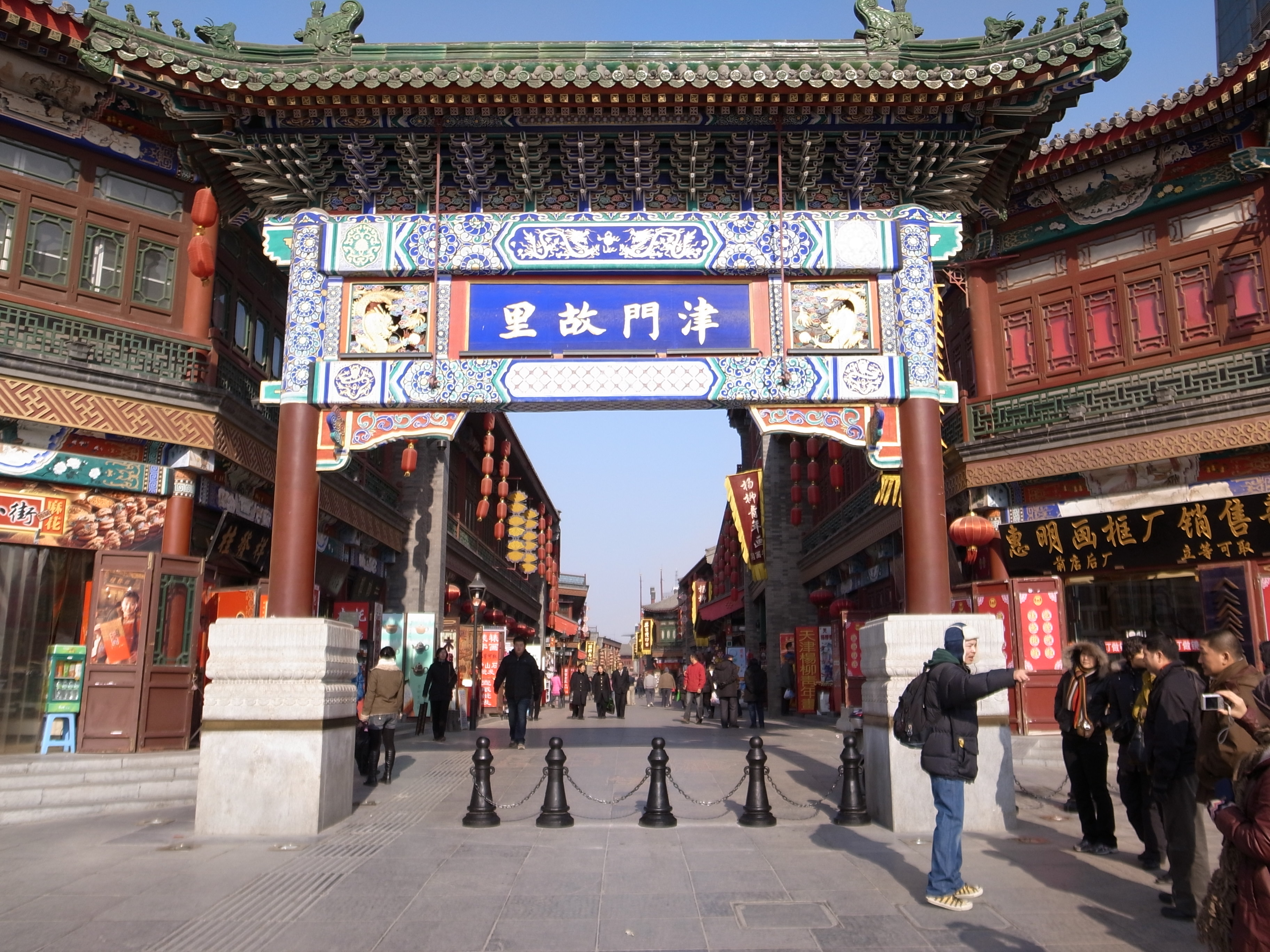
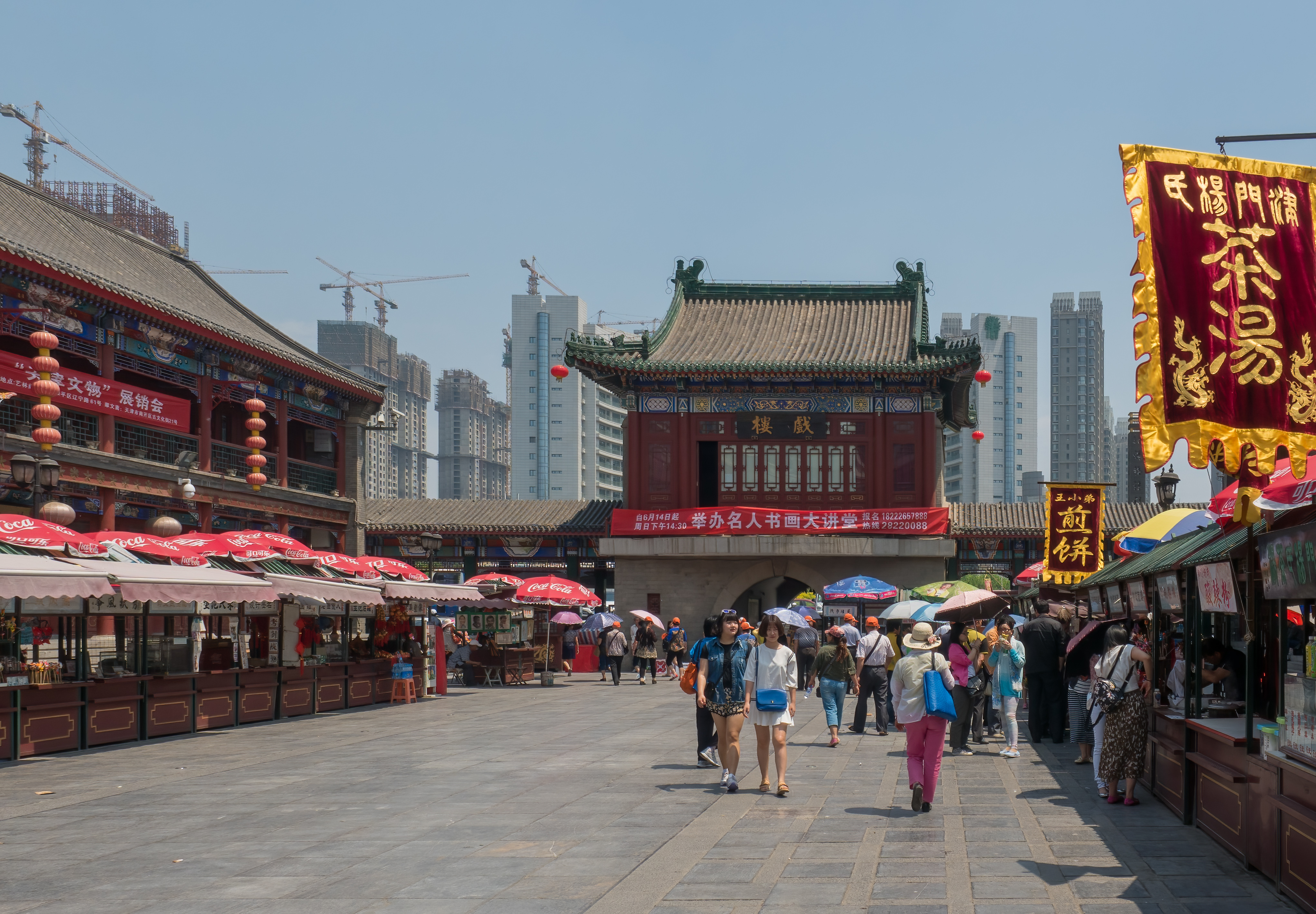
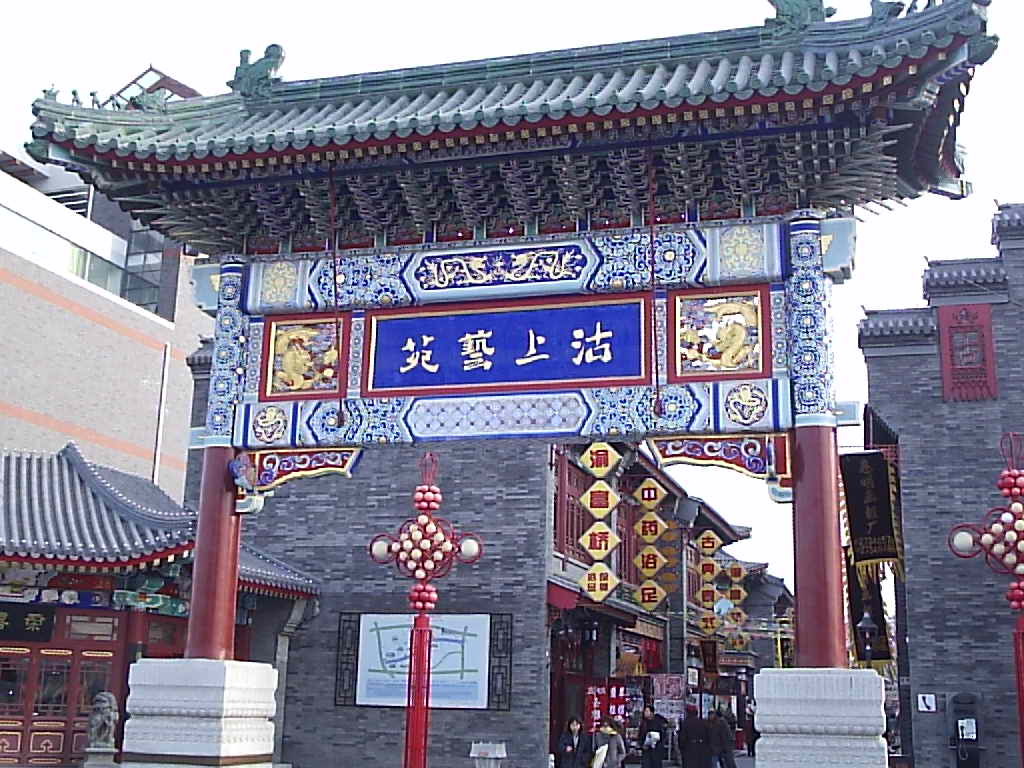
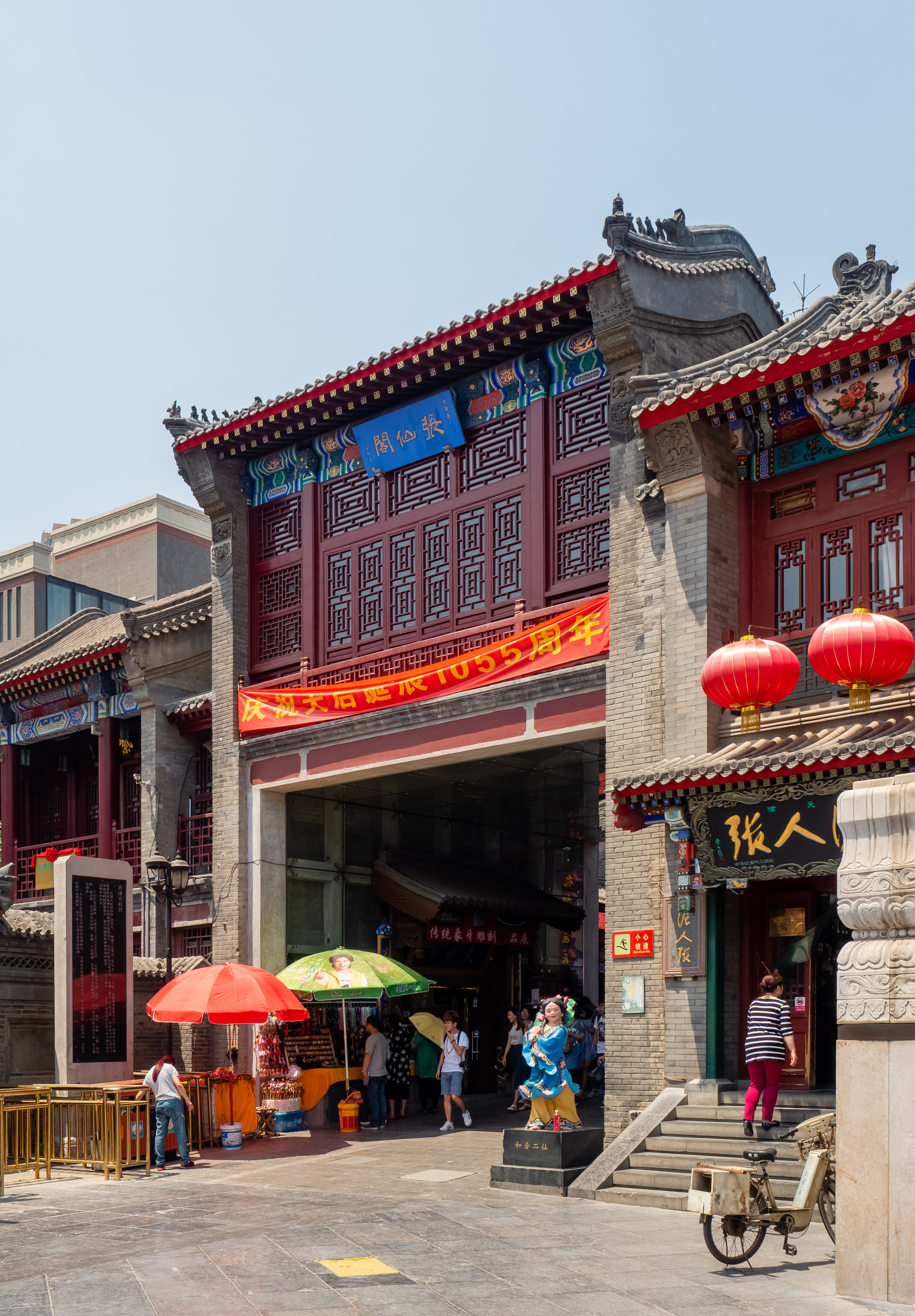
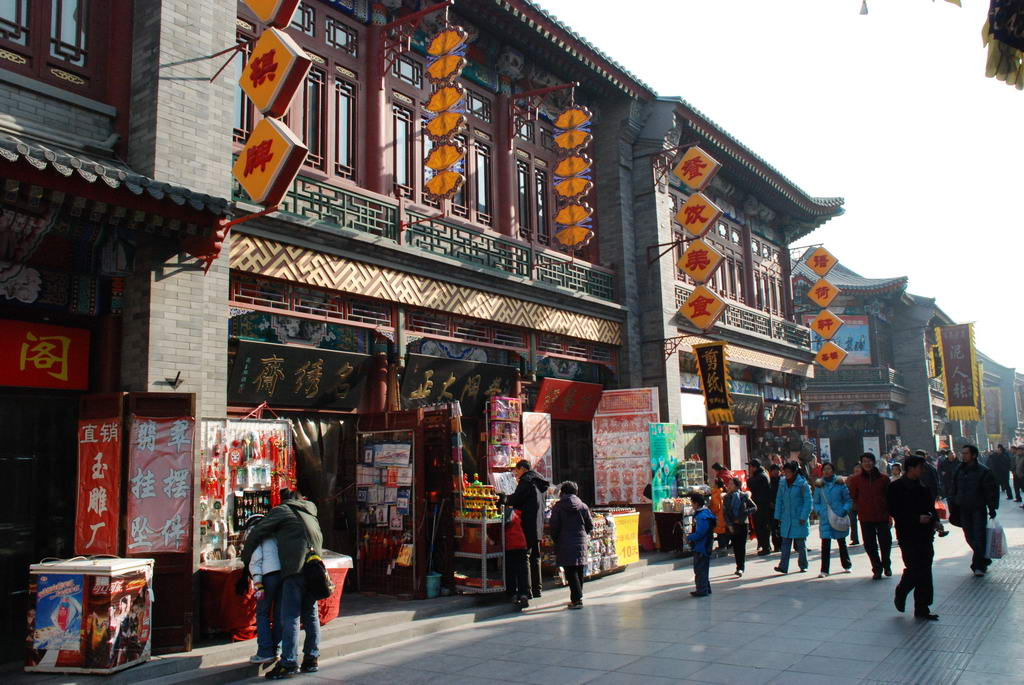
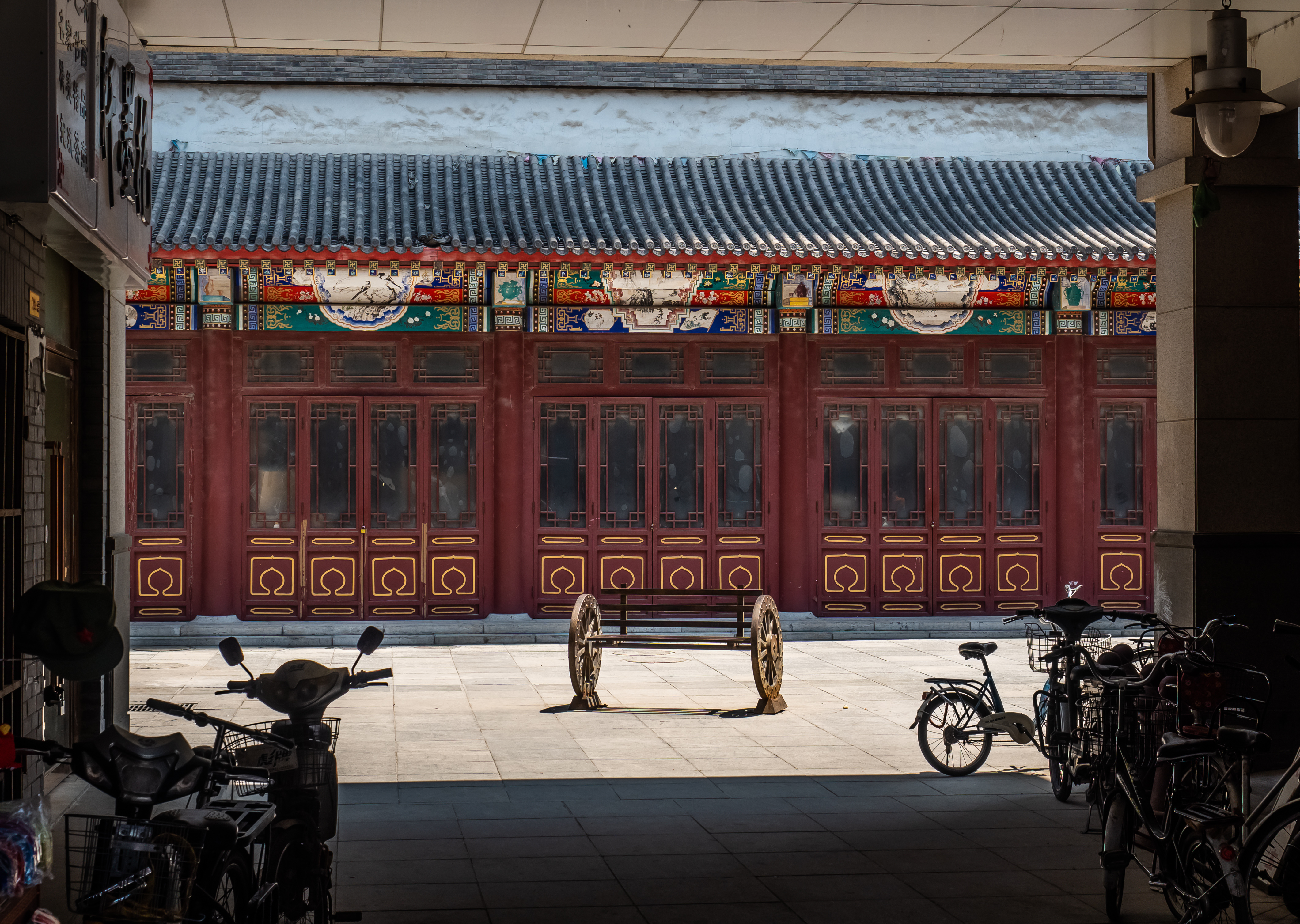
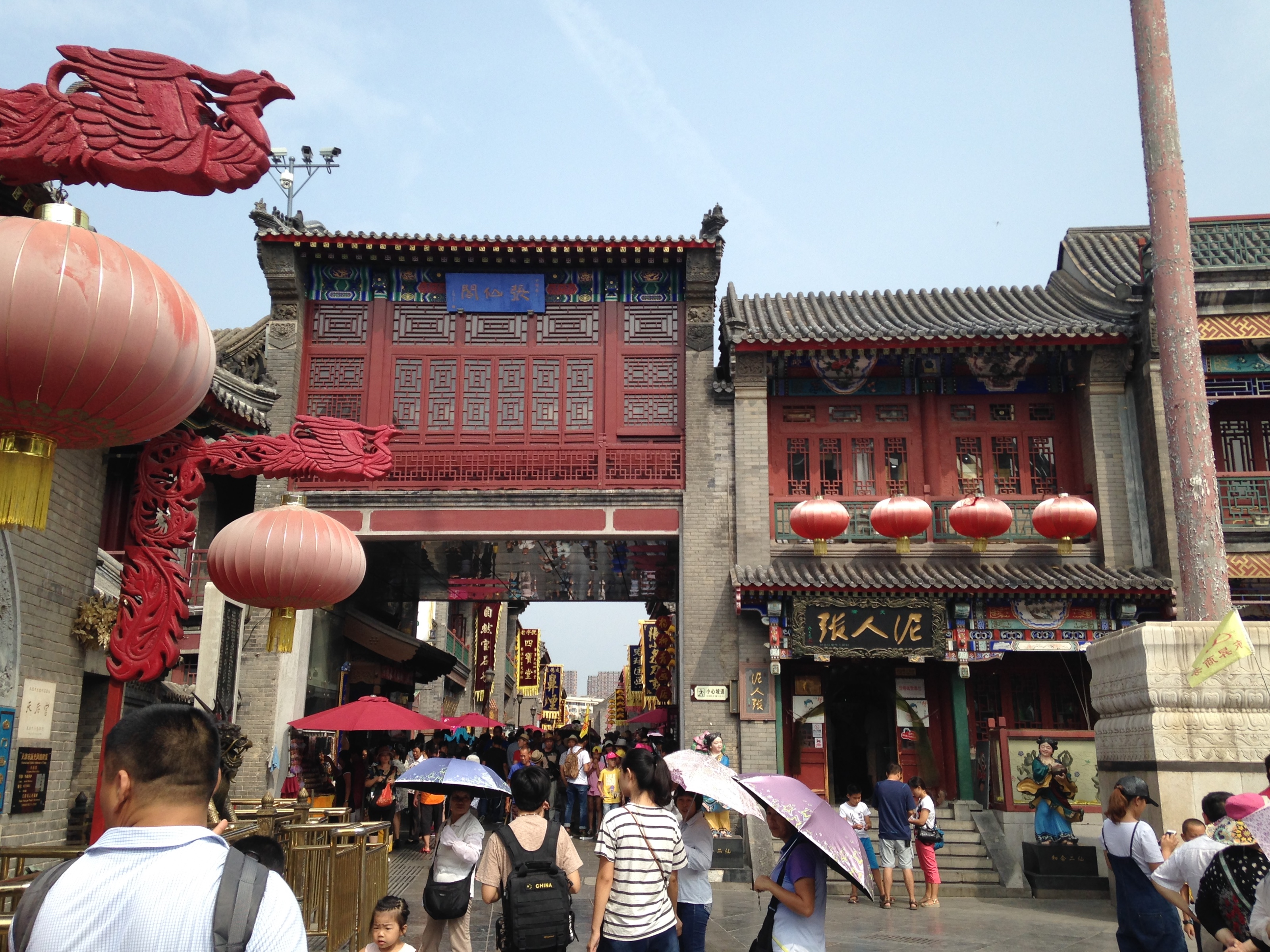
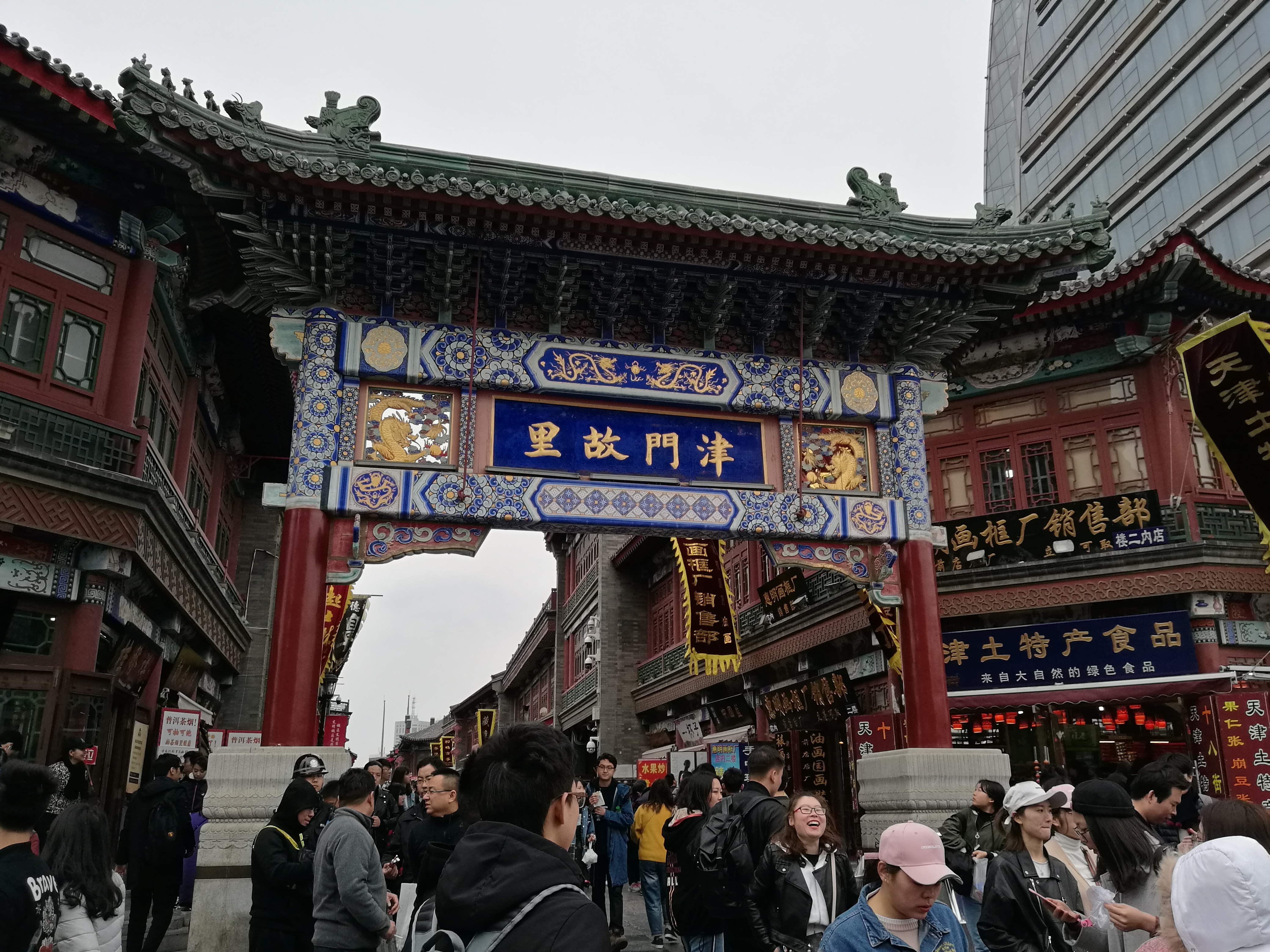
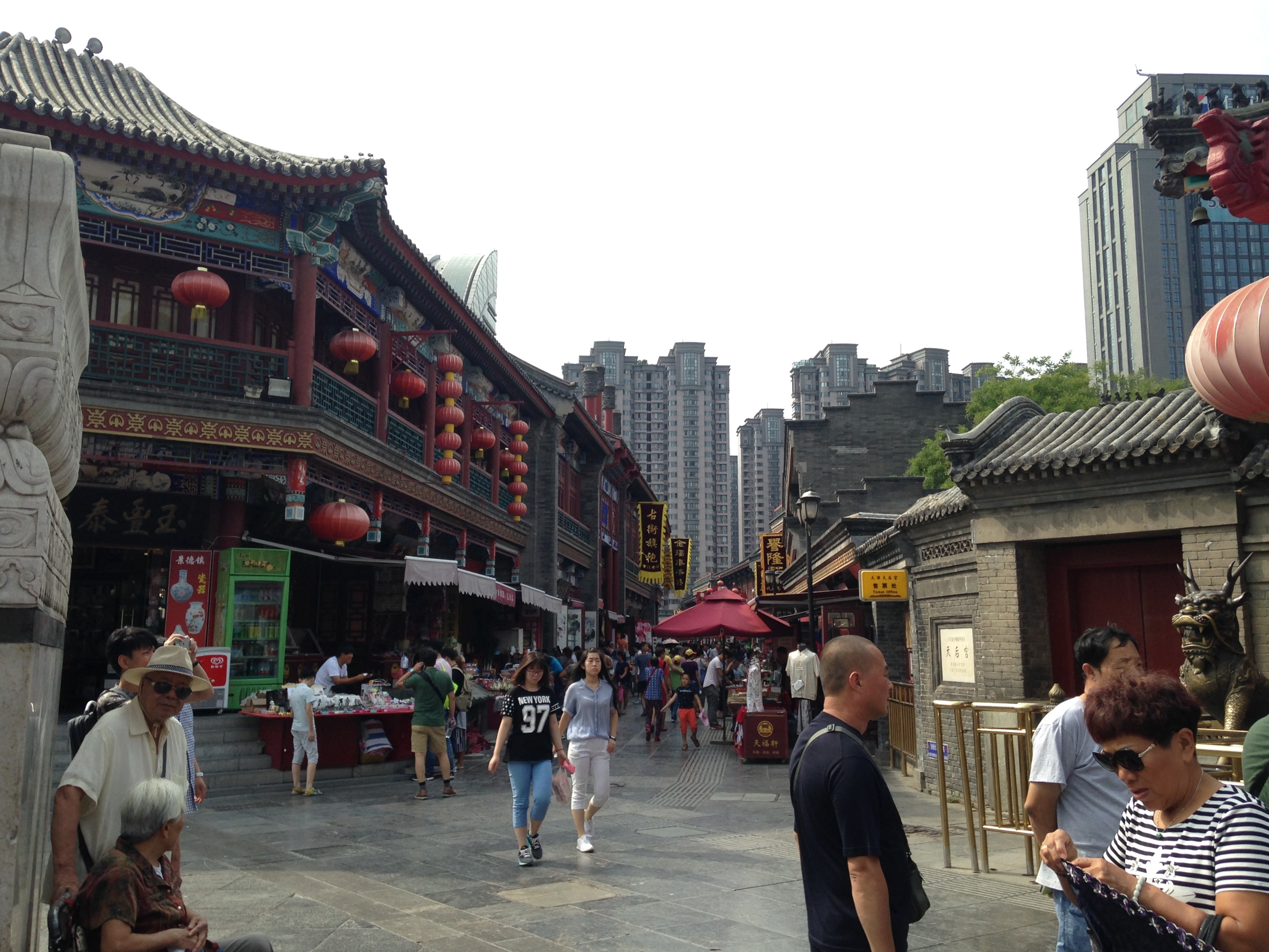
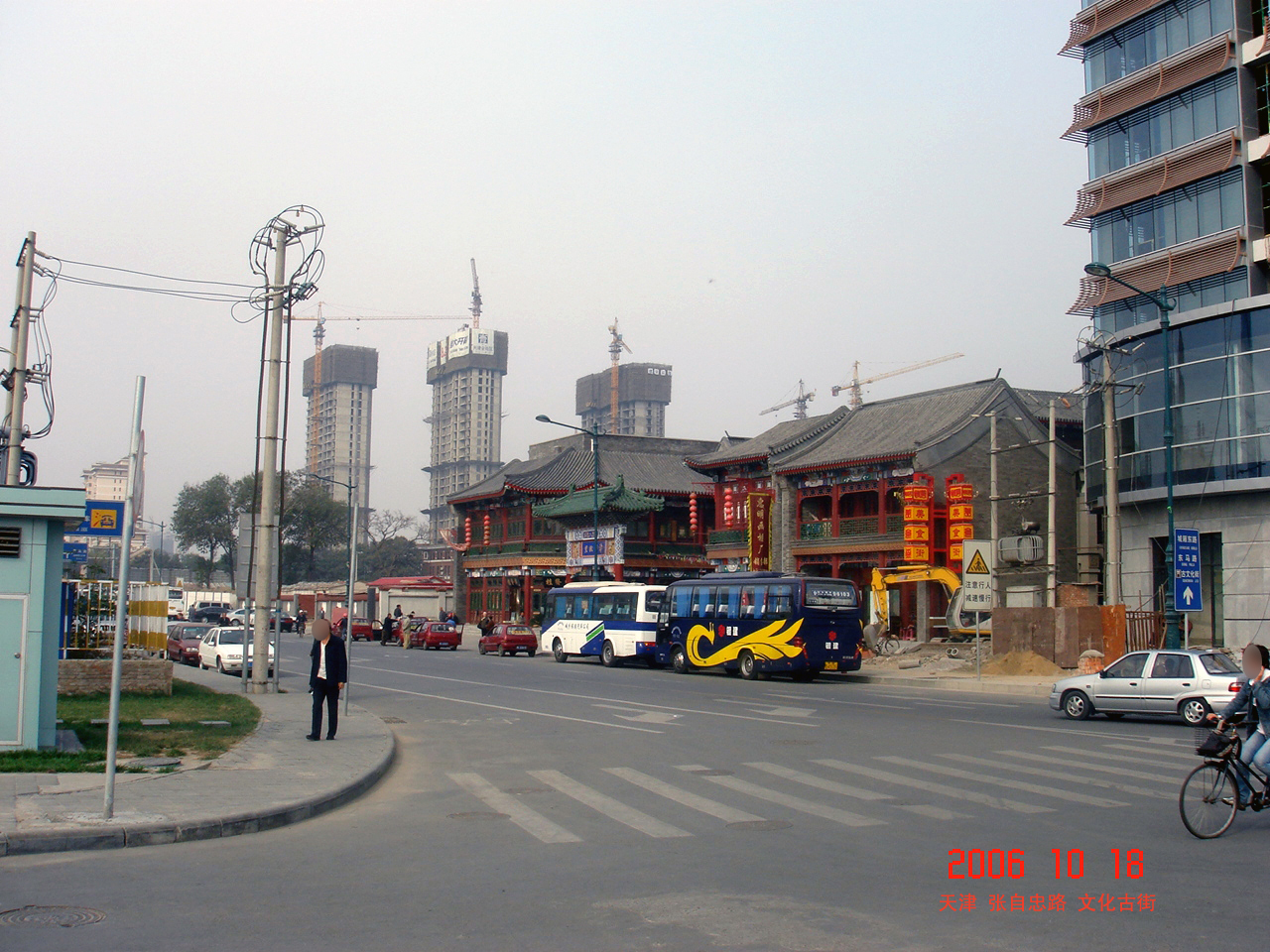
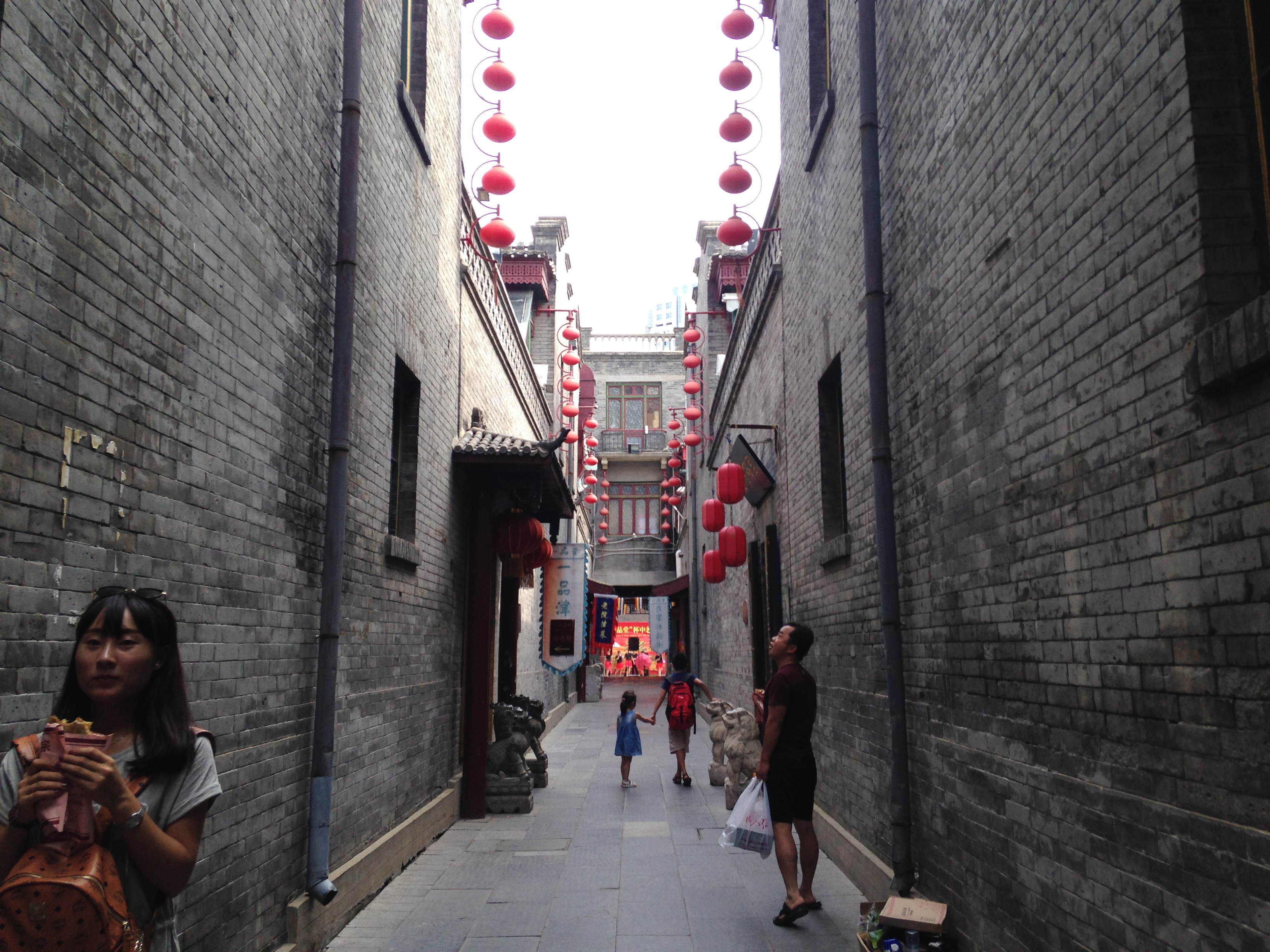
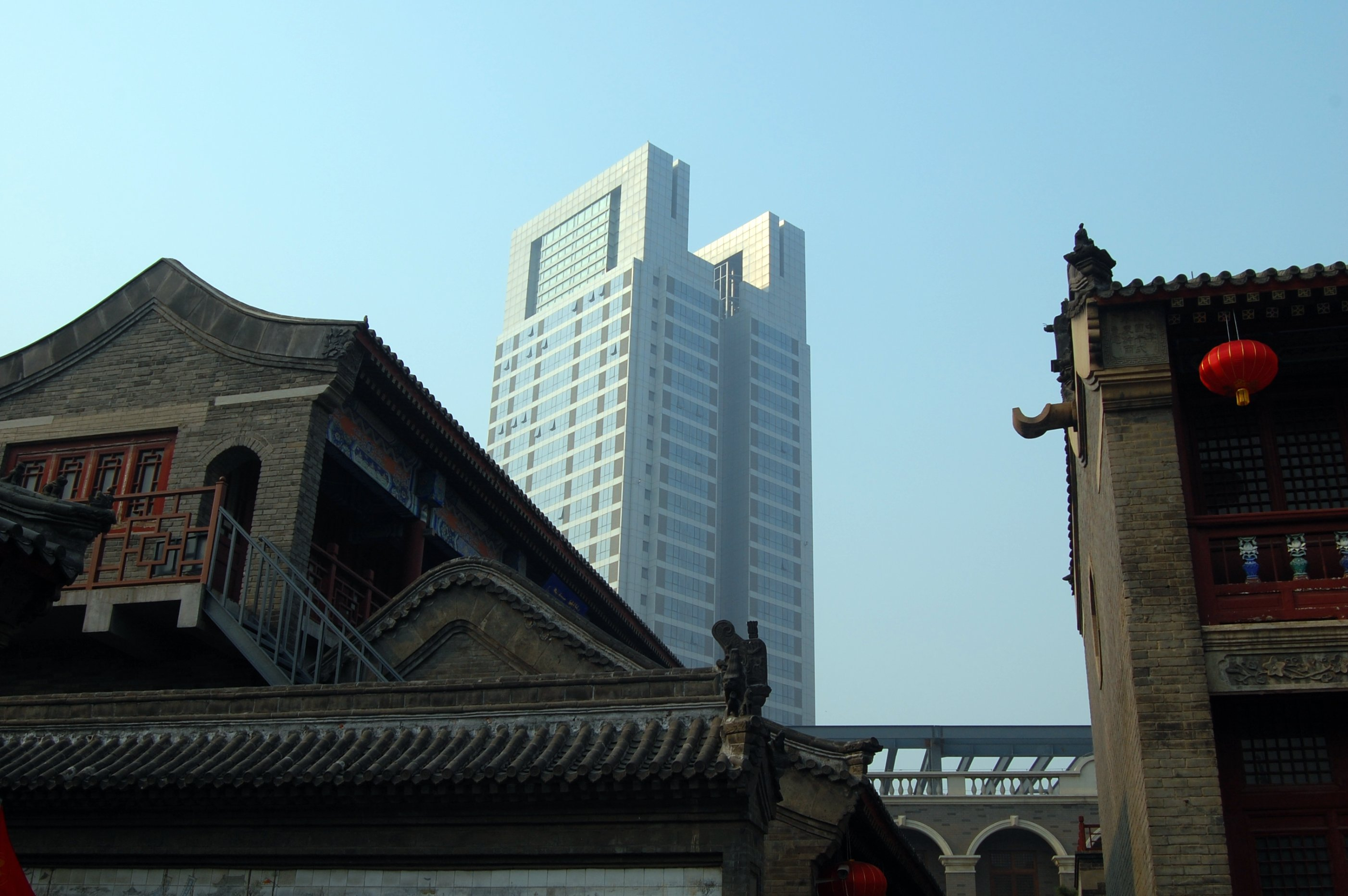

## 交汇道路
目前，与古文化街相交汇的主要道路有：
- 通北路
- 大狮子胡同
- 十二米路
- 袜子胡同
- 水阁大街